# So Very Mats
So Very Mats är ett musikalbum av Mats Öberg Trio, utgivet 2010 av jazzbolaget Moserobie. Detta är Mats Öbergs första trioalbum som han skapat tillsammans med musikerna Sebastian Voegler och Filip Augustson. Voegler och Augustson känner varandra sedan tidigare efter att ha spelat tillsammans i olika konstellationer som Robert Nordmark Quartet och Bengt Andersson Quartet. 
Albumet består mestadels av Mats Öbergs kompositioner men även två låtar som trion komponerat ihop. Första låten, "Child Intro/Nine and Fine", är en inspelning från 1980 med en ung Öberg där han som 9-åring visar prov på goda kvaliteter i tidig ålder.

## Låtlista
Alla låtar är komponerade av Mats Öberg om inget annat anges.
1. Child Intro/Nine and Fine – 2:19
2. Lill-Ossian – 3:01
3. Hermeto's Cheese – 5:58
4. Patrik – 5:38
5. Årsta-skräcken – 6:44
6. Furuvägen 9 – 8:28
7. Darksoft (Öberg, Augustson, Voegler) – 2:52
8. Lullaby of Nerdland – 11:14
9. Tandem Days – 4:12
10. Lost In Litauen – 8:36
11. Lost In Who Knows What (Öberg, Augustson, Voegler) – 4:07

Alla låtar är inspelade i Säby Gammelgård Studios förutom Child Intro/Nine and Fine som spelades in 1980.

## Mats Öberg Trio
- Mats Öberg – flygel, synthesizer, preparerat piano, munspel, tramporgel, röst
- Sebastian Voegler – trummor, percussion
- Filip Augustson – kontrabas

## Mottagande
Skivan fick ett gott mottagande när den kom ut med ett snitt på 4,0/5 baserat på tio recensioner.